# Kim Henningsen
Kim Henningsen (født 1. juni 1955 i Birket) er en dansk journalist.
Han blev for alvor kendt i den brede offentlighed, da han i perioden juni 2009 til juni 2013 fungerede som chefredaktør på ugebladet Se og Hør. I marts 2013 måtte han imidlertid sygemelde sig fra jobbet på Se og Hør. Den 24. juni 2013 meldte Aller, der udgiver ugebladet, så ud, at man var blevet enige om at ophæve samarbejdet. 
Indtil der er fundet en permanent løsning, så fungerer udgiverdirektør i Aller Media, Per Ingdal, som chefredaktør på "Se og Hør"
Henningsen blev uddannet fra Danmarks Journalisthøjskole i 1978. Han var ansat på Lolland-Falsters Folketidende, DR Tekst-TV, Radioavisen og Frederiksborg Amts Avis, indtil han i 1992 kom til dagbladet B.T.. Her var han senest nyhedschef og ledende redaktionschef. I juni 2009 overtog han jobbet som chefredaktør for Se og Hør efter Henrik Qvortrup. I Perioden mellem Henrik Qvortrup og Kim Henningsen fungerede Per Ingdal også som chefredaktør".
I dag er Kim Henningsen indehaver af kommunikationsfirmaet kcom.dk, ligesom han holder foredrag om sin tid i sladderpressen og som patient i det psykiatriske system. Er desuden freelancejournalist ved GOLFavisen.